# 天命神童
天命神童（Les Jumeaux du Bout du Monde）是法国制作的一部动画连续剧。故事讲述一个中国男孩和英国女孩因同时出生在满月之夜而肩负了推翻慈禧统治的天命。

## 故事大纲
1895年，钦天监做出预测：一对在满月时出生于上海，且母亲因难产而去世的婴儿将肩负天命，灭亡施行暴政的清朝。皇太后慈禧得知后下令追捕诛杀。然而消息流出后，爱国人士尚蔲为保护天命神童，安排法国大副马丁将他们偷偷带至法国抚养。皇太后命大太监负责专人四处搜寻，并囚禁了二人的父亲。
两名儿童在成长中发现，一旦两人握手就会产生魔力。两人随后被告知需要前往紫禁城，更换刻有老子道德经的石碑，以便拯救中国黎民。在前往中国的途中，两人和慈禧派出的刺客斗智斗勇。最终，天命神童在横跨欧亚大陆的旅行中，学会了使用他们的神力（共有七种），并战胜了恶势力，重返中国。在尚蔻所组织的爱国团体的掩护下，两人闯入紫禁城，完成了天命，并解救了狱中的父亲。

## 人物
天命神童由两个并无血缘关系，但降生在同时（满月之夜）同地，且母亲因难产而亡的儿童组成。其中，男孩是中国人，名朱利；女孩是英国人，名朱莉（Julie）。在克服万难后，两人产生了深厚的感情。当朱莉被安排返回英国前，朱利找到她，两人一同消失在月光中。

## 版本
本作1991年在法国上映，随后推出了多种语言的版本，包括英文、德文、意大利文等。中国大陆引进并译制了这部动画，并在1995年播出。